# Ánh sáng Paulding
Ánh sáng Paulding (còn được gọi là Ánh sáng của Paulding hoặc Ánh sáng Dog Meadow) là một ánh sáng xuất hiện trong một thung lũng bên ngoài Paulding, Michigan. Các báo cáo về ánh sáng đã xuất hiện từ những năm 1960, với sự nổi tiếng của văn hóa dân gian cung cấp những giải thích như ma, hoạt động địa chất, hoặc khí đầm lầy.

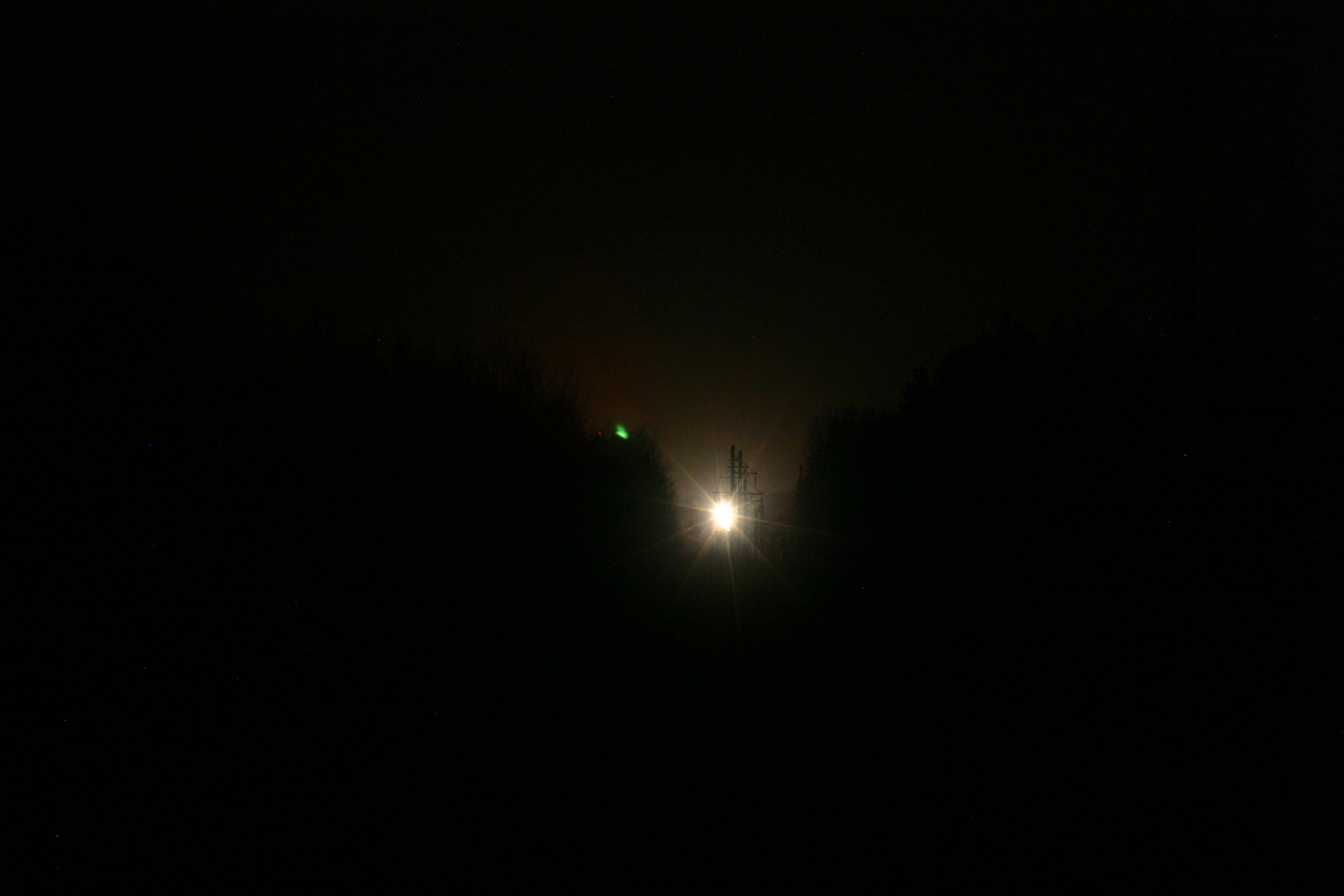
Ánh sáng Paulding

Vào năm 2010, chương trình Fact or Faked: Paranormal Files của Syfy Channel đã tiến hành một cuộc điều tra huyền bí và kết luận rằng hiện tượng ánh sáng Paulding không giải thích được. Học sinh Michigan Tech tiến hành một cuộc điều tra khoa học về ánh sáng vào năm 2010 cho biết có thể nhìn thấy đèn pha và đèn đuôi ô tô khi xem ánh sáng qua kính thiên văn. Họ tái tạo hiệu ứng của ánh sáng bằng cách lái xe qua một đoạn cụ thể trên Quốc lộ 45 Hoa Kỳ (US 45).

## Vị trí
Ánh sáng xuất hiện trong một thung lũng bên ngoài Paulding, Michigan, ở bán đảo Thượng Michigan, gần Watersmeet ngoài quốc lộ US 45 trên đoạn đường Robbins Pond Road/Old US 45.

## Văn hóa dân gian
Ánh sáng đầu tiên được ghi lại của Ánh sáng Paulding là vào năm 1966 khi một nhóm thanh thiếu niên báo cáo ánh sáng cho cảnh sát trưởng địa phương. Kể từ đó, một số cá nhân khác đã báo cáo nhìn thấy ánh sáng bí ẩn, được cho là xuất hiện gần như mỗi đêm tại khu vực.
Mặc dù những câu chuyện liên quan đến ánh sáng khác nhau, truyền thuyết phổ biến nhất liên quan đến cái chết của một người đi xe lửa đường sắt. Truyền thuyết nói rằng thung lũng từng có đường ray chạy qua và ánh sáng là đèn lồng của người lính đã chết trong khi cố gắng dừng một chuyến tàu đang lao tới và va chạm với những chiếc xe lửa dừng lại trên đường ray. Một câu chuyện khác cho rằng ánh sáng là bóng ma của một chuyển phát thư bị giết, trong khi một người khác nói rằng đó là hồn ma của một người thổ dân da đỏ nhảy trên các đường dây điện chạy qua thung lũng. Theo John Carlisle của tờ Detroit Free Press, một truyền thuyết nói rằng đó là "hai ông bà già đang tìm kiếm một đứa cháu thất lạc với một chiếc đèn lồng cần phải được làm sáng liên tục, đó là lý do ánh sáng dường như luôn đến và đi".

## Điều tra khoa học
Trong khi văn hóa dân gian phổ biến thuộc tính huyền bí hay siêu nhiên giải thích cho ánh sáng, nghiên cứu khoa học chứng minh rằng đó là do đèn pha xe trên đoạn đường bắc-nam số 45 của Mỹ, khoảng năm dặm (8,0 km) về phía bắc của khu vực quan sát.
Vào tháng 10 năm 1990, một nhóm các nhà điều tra sử dụng kính thiên văn, quang phổ, và phân tích thời gian đi lại đã xác định Ánh sáng Paulding là đèn đầu và đuôi của các phương tiện đi qua Mỹ 45 về phía bắc của địa điểm quan sát.
Vào năm 2010, các sinh viên thuộc Chương trình Công nghệ quang học Michigan (SPIE) của Michigan Tech đã sử dụng kính viễn vọng để kiểm tra ánh sáng, và có thể nhìn thấy các phương tiện và vật thể cố định trên đường cao tốc, bao gồm một biển báo cụ thể "Adopt A Highway". Họ cũng có thể tái tạo ánh sáng Paulding bằng cách lái xe qua một địa điểm cụ thể trên US 45. Họ cũng tái tạo các quan sát khác liên quan đến ánh sáng, chẳng hạn như các mẫu nhiều màu (đèn chớp cảnh sát) và biến thiên cường độ (chùm cao và thấp). Họ đưa ra giả thuyết rằng sự ổn định của một lớp nghịch nhiệt cho phép đèn để có thể nhìn thấy từ đoạn đường cao tốc cách đó 4,5 dặm (7,2 km). 
Nhà nghiên cứu tâm linh Ben Radford giải thích rằng có rất nhiều trường hợp báo cáo về các ánh sáng tương tự trên khắp nước Mỹ, nhưng cũng có rất nhiều nguồn thông tin khác nhau về các ánh sáng này khiến chúng ta không có một lý thuyết thống nhất nào về sự tồn tại của chúng. Một số là không giải thích được, nhưng một số khác có thể là "đèn pha, lửa trại, máy bay, phản xạ đám mây của thành phố xa xôi hoặc đèn xe, côn trùng và vv... vào cuối ngày..." Radford giải thích, "thật thú vị khi tưởng tượng ra ánh sáng xa xôi là đèn lồng ma quái của một chiếc xe ngựa ma quái hơn đèn pha của Honda Civic 2005".

## Điều tra huyền bí
Vào năm 2010, ánh sáng Paulding đã xuất hiện trên chương trình truyền hình SyFy Fact or Faked: Paranormal Files. Các nhà điều tra đã thử tiến hành một số thí nghiệm trong một nỗ lực không thành công để tái tạo ánh sáng, bao gồm sử dụng đèn pha xe hơi từ một phần phía bắc-nam của quốc lộ US 45 và bay tới nơi bằng một chiếc máy bay có đèn chiếu. Theo SyFy.com, "Sau khi tiến hành một phiên thu EVP, cuối cùng họ quyết định rằng hiện tượng này là không thể giải thích được."